# Léon-Marie Wartelle d'Herlincourt
Pour les articles homonymes, voir Wartelle.
 (juin 2025).
Léon-Marie Wartelle, baron d'Herlincourt (11 mars 1806, Arras - 6 novembre 1866, Éterpigny), est un homme politique français.

## Biographie
Fils de Pierre Mathias Joseph Wartelle, maire d'Éterpigny, conseiller général du canton de Vitry-en-Artois, et président de la Société d'agriculture du Pas-de-Calais, il fut élu, le 1er août 1846, député du 2e collège du Pas-de-Calais, par 319 voix (554 votants, 665 inscrits), contre 226 voix à Proyart. 
Il fit partie de l'opposition réformiste et, après l'élection du prince Louis-Napoléon Bonaparte à la présidence de la République (10 décembre 1848), se rallia à sa politique. Candidat du gouvernement au Corps législatif, dans la 1re circonscription du Pas-de-Calais, il fut élu député, le 29 février 1852. Il contribua à l'établissement de l'Empire, vota avec la majorité dynastique, et fut successivement réélu, le 22 juin 1857 par 27 961 voix (28 099 votants, 41 998 inscrits), et le 4 juin 1863 par 27 614 voix (28 029 votants, 34 693 inscrits), Il mourut au cours de la législature et fut remplacé par M. Sens. 
Membre de l'académie d'Arras, il présida le comité départemental pour l'organisation de l'Exposition de 1867.

## Sources
- « Léon-Marie Wartelle d'Herlincourt », dans Adolphe Robert et Gaston Cougny, Dictionnaire des parlementaires français, Edgar Bourloton, 1889-1891 [détail de l’édition]